# وایلی
وایلی (عربی: الوایلی) یکی از محله‌های شهر قاهره است.
وایلی یکی از محلات شلوغ و مردمی قاهره است که در دهه شصت سده بیستم ساخته شد و آن را وایلی بزرگ نامیدند تا با شهرداری وایلی در عباسیه مصر اشتباه نشود.
چندی از شرکت‌ها و صنایع امروزه در این محله مستقرند.